# Natalia Tena
Natalia Gastiain Tena (* 1. listopadu 1984 Londýn) je britská herečka a muzikantka se španělskými předky, známá především rolí Nymphadory Tonksové v sérii filmů Harry Potter a Oshy ve Hře o trůny stanice HBO.

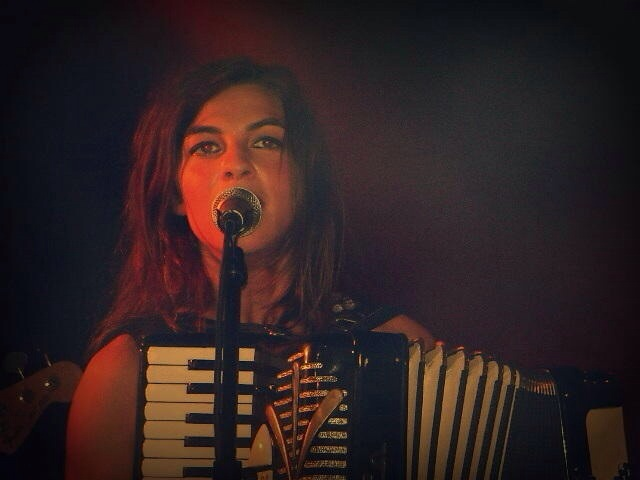
Tena na jednom z koncertů své skupiny v roce 2013

Je frontmankou britské kapely Molotov Jukebox, zpívá za doprovodu akordeonu. Kapela v roce 2014 vydala album Carnival Flower.[zdroj⁠?!]

## Mládí
Natalia Tena se narodila v Londýně jako dcera španělských rodičů: Maríe, sekretářky původem z Extremadury, a Jesúse, který pracuje jako dřevař. Plynně mluví španělsky a baskicky. Studovala na internátní škole v Bedales.

## Kariéra
Tena debutovala jako Ellie v About a Boy (2002), na plný úvazek začala hrát v roce 2003. Hlavní role hrála v divadelních adaptacích Gone to Earth v roce 2004 a v Nights at the Circus v roce 2006.
V roce 2007 se objevila ve filmové adaptaci Harryho Pottera a Fénixova řádu, kde hrála postavu Nymphadory Tonksové. V této roli se pak objevila ještě i ve filmech Harry Potter a Princ dvojí krve v roce 2009, Harry Potter a Relikvie smrti – část 1 v roce a v části druhé v roce 2011. 
Hostovala v zákulisním videu nazvaném "Trailing Tonks" pro další vydání DVD a Blu-ray, a je oceněna jako producentka a režisérka krátkého filmu, ve kterém také hraje na kytaru vlastní vánoční píseň v žánru blues, kterou napsala během doby, kdy se živila jako pouliční muzikantka v London Underground.
V roce 2011 si zahrála hlavní roli ve skotském filmu You Instead. Také se objevila jako Osha ve Hře o trůny. V březnu 2013 hrála v oficiálním videoklipu pro Lapaluxův hit „Without You“ (ft. Kerry Leatham)". V roce 2015 si zahrála roli v mini-seriálu Residue. V roce 2017 byla obsazena do hlavní role Sary Morten v dramatickém seriálu stanice CBS Wisdom of the Crowd.

## Osobní život
Tena se od pěti let učila od matky na piano, byla ovlivněna hudbou Chucka Berryho. V osmnácti se přestěhovala do Londýna a živila se v metru. Zatímco vystupovala s divadelní skupinou KneeHigh, měla si vybrat nástroj, na který bude hrát a zvolila si akordeon. Tena chodila se členem své kapely Samem Apleym, spojila je společná láska ke knize Neverwhere. Tena byla součástí kapely Nat Jenkins, ale později si založila vlastní, společně se svým přítelem. Je blízkou přítelkyní s Oonou Chaplin.

## Filmografie

### Film
| Rok  | Název                                  | Role                | Poznámky            |
| ---- | -------------------------------------- | ------------------- | ------------------- |
| 2005 | Jak na věc                             | Ellie               |                     |
| 2005 | Umění milovat                          | Vera                |                     |
| 2005 | Show začíná                            | Peggy               |                     |
| 2007 | Harry Potter a Fénixův řád             | Nymphadora Tonksová |                     |
| 2008 | Lekce 21                               | Thomson             |                     |
| 2009 | Harry Potter a Princ dvojí krve        | Nymphadora Tonksová |                     |
| 2009 | Lůno                                   | Rose                |                     |
| 2010 | Harry Potter a Relikvie smrti – část 1 | Nymphadora Tonksová |                     |
| 2011 | Ways to Live Forever                   | Annie               |                     |
| 2011 | Harry Potter a Relikvie smrti – část 2 | Nymphadora Tonksová |                     |
| 2011 | You Instead                            | Morello             |                     |
| 2012 | Miláček                                | Rachel              |                     |
| 2014 | 50 Kisses                              | Leila               |                     |
| 2014 | 10.000 km                              | Alex                |                     |
| 2015 | Vale                                   | Claudia             | krátkometrážní film |
| 2015 | Residue                                | Jennifer Preston    |                     |
| 2016 | Ryba Jaga                              | Tootega (hlas)      | krátkometrážní film |
| 2017 | Amar                                   | Madre de Laura      |                     |
| 2017 | Na jedné lodi                          | Kat                 |                     |

### Televize
| Rok             | Název               | Role              | Poznámky               |
| --------------- | ------------------- | ----------------- | ---------------------- |
| 2005            | Doctors             | Amy Emerson       | díl: „Boundaries“      |
| 2006            | Afterlife           | Gemma Taylor      | díl: „Mirrorball“      |
| 2011–2013, 2016 | Hra o trůny         | Osha              | 16 dílů                |
| 2012            | Shameless           | Brenda            | díl: 10.3              |
| 2012            | Falcón              | Christine Ferrera | 2 díly                 |
| 2013            | Ambassadors         | Tanya             | 3 díly                 |
| 2014            | Černé zrcadlo       | Jennifer          | díl: „White Christmas“ |
| 2015            | Residue             | Jennifer Preston  | mini-seriál, 3 díly    |
| 2015            | The Refugees        | Emma              | hlavní role, 7 dílů    |
| 2017–2018       | Wisdom of the Crowd | Sara Morten       | hlavní role, 13 dílů   |
| 2018            | Origin              | Lana Pierce       | hlavní role, 10 dílů   |
| 2019            | The Mandalorian     | Xi'an             | díl: „The Prisoner“    |

### Divadlo
| Rok  | Název                | Role                | Poznámky                            |
| ---- | -------------------- | ------------------- | ----------------------------------- |
| 2004 | Gone to Earth        | Hazel               | Shared Experience/ UK turné         |
| 2005 | Bronte               | Cathy/ Bertha Mason | Shared Experience/ UK turné         |
| 2006 | Nights at the Circus | Fevvers             | Kneehigh Theatre/UK turné           |
| 2008 | The Clean House      | Matilde             | UK turné                            |
| 2009 | Othello              | Desdemona           | Royal Shakespeare Company/ UK turné |
| 2019 | Europe               | Katia               | Donmar Warehouse                    |